# Kill Bill: Volume 1
Kill Bill: Volume 1 là một phim hành động do Quentin Tarantino viết kịch bản và đồng đạo diễn vào năm 2003.Là cuốn đầu trong một bộ 2 cuốn ra cách nhau vài tháng. Bộ sau tựa là Kill Bill Volume 2.
Kill Bill volume 1 ban đầu là một bộ phim dài tập nhưng vì dài hơn bốn tiếng, nên được chia làm hai bộ. Kill Bill: Volume 1 ra mắt vào cuối năm 2003, và Kill Bill: Volume 2 ra mắt vào đầu năm 2004.Hai phim thường được gọi chung là "Kill Bill."
Bộ phim diễn tả lại hành trình của nhân vật "The Bride". Cô ta là cựu thành viên của nhóm ám sát; nhóm này phản bội lại cô ta và mưu toan giết cô ta. Phim được đạo diễn phong cách và bao gồm nhiều thể loại nhập lại: anime, chanbara, Phim Cao bồi Ý, phụ nữ và súng và cưỡng bức và trả thù.
Ca khúc tiếng Nhật trong phim có tên gọi Shura no hana (修羅の花 - Cánh hoa tàn úa) do ca sĩ kiêm diễn viên Meiko Kaji thể hiện, tại Việt Nam  được biết đến với tên gọi Đoá hồng đẫm máu do Minh Tuyết trình bày.